# Classe préparatoire mathématiques et physique
Pour les articles homonymes, voir MP.

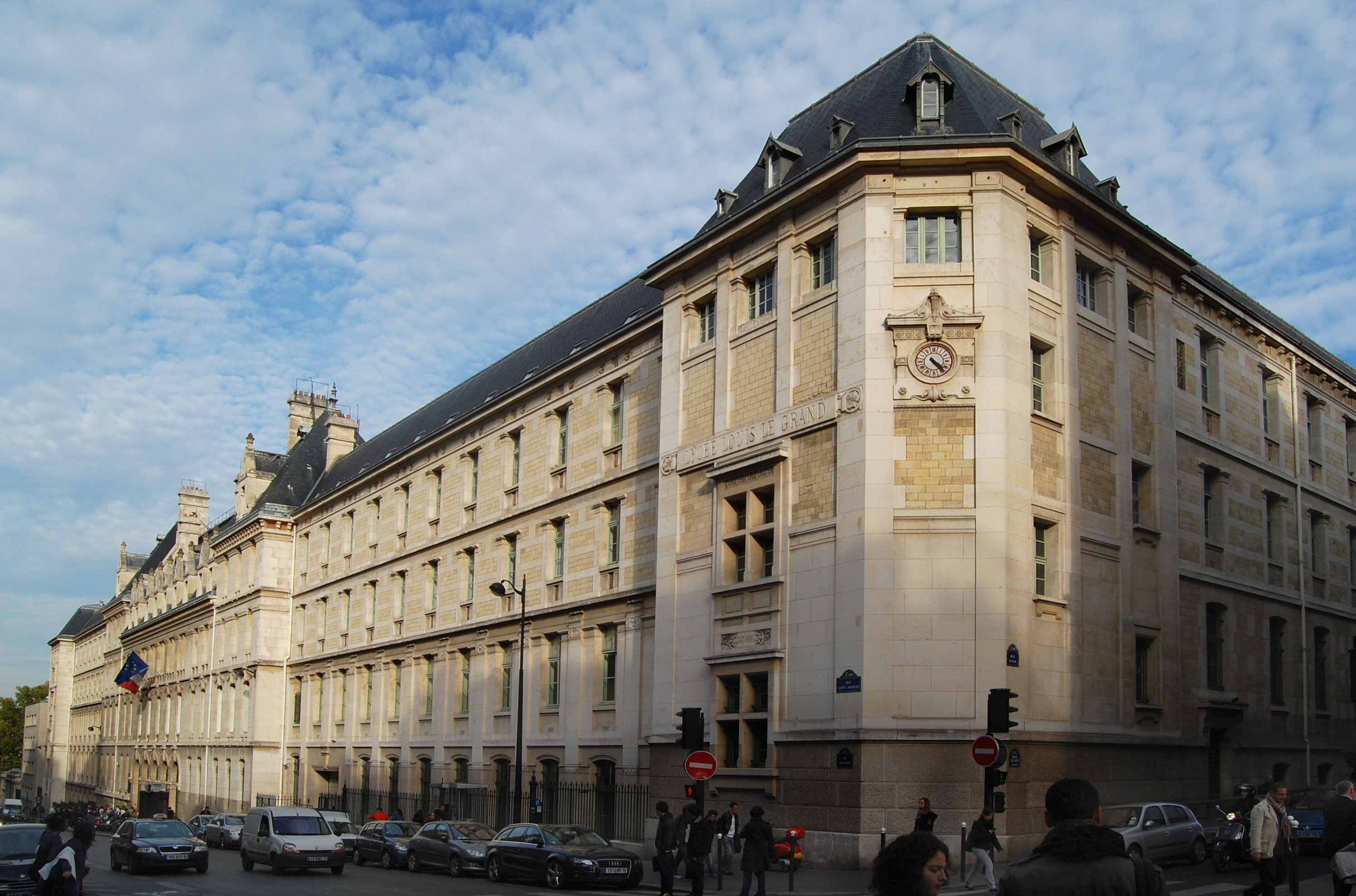
Le lycée Louis-le-Grand est l'établissement qui accueillait le plus d'élèves en MP durant l'année 2009-2010.

Dans le système éducatif français, la classe préparatoire mathématiques et physique ou MP est une des voies d'orientation en seconde année, communément appelée Maths spé, de la filière des classes préparatoires scientifiques.
On y accède après la classe préparatoire mathématiques, physique, ingénierie et informatique  (MP2I) ou la classe préparatoire mathématiques, physique et sciences de l'ingénieur (MPSI).
La formation totale dure donc 2 ans (1 an de MPSI/MP2I puis 1 an de MP) avec la possibilité de redoubler la classe de MP (ou "faire 5/2") si l'élève juge que ses résultats aux concours ne sont pas satisfaisants. Dans de très rares cas, il est possible de redoubler une deuxième fois (ou "faire 7/2").
L'enseignement de cette filière est particulièrement polyvalent, quoique surtout tourné vers les mathématiques et la théorie pure. Il s'agit par ailleurs de la filière accueillant le plus d'élèves parmi les classes préparatoires scientifiques, avec plus de 7 000 élèves inscrits durant l'année 2010-2011. Elle offre le plus grand nombre de places dans les concours les plus prestigieux (X, ENS, Mines-Ponts, Centrale Supélec).

## Orientation
La filière MP rassemble des élèves issus de la filière Mathématiques, Physique et Sciences de l'Ingénieur : MPSI. Elle comprend les classes MP et MP* (Classe « étoile »). Les classes de MP* (MP-étoile), autrefois appelées M' (M « prime »), regroupent les meilleurs élèves de la filière MPSI pour leur enseigner un programme identique à celui enseigné aux élèves de la filière MP, mais complété par des exercices supplémentaires et plus poussés, leur permettant de préparer les concours les plus sélectifs, notamment ceux de l’École polytechnique et des écoles normales supérieures.

## Programme

### Matières obligatoires
Mathématiques :
- Analyse et Géométrie différentielle : espaces normés, séries numériques ou vectorielles, familles sommables, suites et séries de fonctions, séries entières, calcul différentiel et intégral en une variable réelle, équations différentielles linéaires, fonctions de plusieurs variables, courbes planes paramétrées affines.
- Probabilités.
- Algèbre et Géométrie : arithmétique, groupes anneaux et idéaux, algèbre linéaire, réduction des endomorphismes, espaces préhilbertiens réels.

Physique et Chimie :
- Électrocinétique : analyse de Fourier, filtres du premier et du deuxième ordre.
- Mécanique : mécanique du solide en référentiels galiléens et non galiléens, systèmes de solides, lois de Coulomb.
- Électromagnétisme : formulation locale, conducteurs, forces de Laplace, équations de Maxwell, énergie électromagnétique, induction, propagation des ondes électromagnétiques.
- Optique ondulatoire : interférences, diffraction, réseaux.
- Thermodynamique : conduction, convection, rayonnement.
- Travaux pratiques : électricité, optique, mécanique, chimie.

- Thermodynamique chimique : enthalpie libre, grandeurs standard, affinité chimique, lois de déplacement des équilibres, équilibre entre phases dans le cas de mélanges binaires.
- Oxydoréduction : diagramme d'Ellingham, diagrammes potentiel-pH, corrosion.
- Réactions acide-base.
- Courbes intensité-potentiel.

Informatique (au premier semestre) :
- Récursivité.
- Piles.
- Tri par insertion, tri fusion, tri rapide.

Français et Philosophie :
- Étude d'un thème à l'aide de trois œuvres.

Langue vivante 1 : anglais, allemand, espagnol, italien, arabe, et quelques autres langues rares (chinois, russe) :
- Étude de l'économie, de la politique, du mode de vie, de la culture des pays étrangers utilisant cette langue à travers des articles de presse.
- Entraînement à la version, au thème (littéraire ou grammatical), à la contraction croisée (résumé d'un texte français dans la langue étrangère) et à l'expression écrite.

Travail d'initiative personnelle encadré (TIPE) :
- Préparation d'un exposé qui sera présenté lors des oraux, et rédaction d'un rapport de TIPE.

### Matières optionnelles
Les élèves de MP continuent de suivre l'option qu'ils ont dû choisir en MPSI : Sciences Industrielles ou Informatique. L'option informatique n'est pas proposée dans tous les lycées comportant des classes préparatoires. Les élèves peuvent choisir de suivre une seconde langue vivante.
Sciences Industrielles pour l'Ingénieur (acronymes : S2I, ou SI) :
- Étude des systèmes : structures, modèles.
- Mécanique : dynamique des solides, énergie cinétique des solides, chaînes de solides.
- Automatique : Grafcet, systèmes asservis : stabilité, performance, rapidité, correction.
- Informatique : travaux dirigés d'utilisation d'un logiciel de calcul formel.

Informatique :
- Arbres (suite du cours de première année).
- Graphes : graphes orientés ou non, pondérés ou non, algorithme de Dijkstra, de Floyd-Warshall, applications.
- Recherche de motifs : langages, expressions rationnelles, automates finis déterministes ou non.
- Notions de logique : calcul propositionnel, exemples de manipulation formelle de termes et de formules sans quantificateur.

Langue vivante 2 : anglais, allemand, espagnol, italien, arabe, etc. :
- Étude de l'économie, du mode de vie, de la culture des pays étrangers utilisant cette langue à travers des articles de presse.

### Les khôlles en MP
Mathématiques (généralement une fois par semaine) :
- Khôlles d'une heure en trinôme, généralement.
- Un ou plusieurs exercices sont proposés. Le but de ces khôlles est de voir et d'utiliser des techniques de résolution et d'en soigner la présentation.
- Les khôlles peuvent être accompagnées, selon les examinateurs, de la rédaction d'une démonstration sélectionnée parmi celles présentes dans le chapitre étudié en cours la semaine précédente.

Physique (généralement une fois par semaine) :
- Khôlles d'une heure en trinôme.
- L'interrogation peut contenir un ou plusieurs exercices de physique ainsi qu'une question de cours; elle est propice à des discussions sur des phénomènes physiques.
- Des sujets de chimie peuvent aussi être proposés.

Langue vivante 1 (généralement une fois toutes les deux semaines) :
- Khôlles de 40 minutes : 20 minutes de préparation, 20 minutes de passage.
- L'élève est amené à lire ou à écouter un extrait d'article de presse et à préparer un exposé. Il doit introduire le thème et l'article, faire un résumé des idées présentées et commenter l'article et le thème. L'oral se termine par un entretien si le temps le permet.

Français-Philosophie (généralement une fois par trimestre) :
- Khôlles d'une heure : 30 minutes de préparation, 30 minutes de passage.
- L'élève doit lire un texte portant sur un sujet de société et préparer un exposé. Il doit introduire le thème, la thèse et l'article, faire un résumé des idées présentées en mettant en évidence la structure argumentative puis faire une dissertation sur un des sujets abordés dans l'article. L'oral se termine par un entretien et éventuellement par des questions de vocabulaire.
- Certains examinateurs exigent également de l'élève la lecture d'un passage d'une des œuvres étudiées en cours se rapportant au thème de l'année pour en faire un commentaire détaillé dérivant vers la dissertation.

### Emploi du temps
| Matière                                                                        | Total | Cours  | TD    | TP  | Khôlles           |
| ------------------------------------------------------------------------------ | ----- | ------ | ----- | --- | ----------------- |
| Mathématiques                                                                  | 12 h  | 10 h   | 2 h   | 0   | 1 h               |
| Physique - Chimie                                                              | 9 h   | 6 h    | 1 h   | 2 h | 1 h               |
| Informatique (au premier semestre)                                             | 2 h   | 1 h    | 1 h   |     |                   |
| 1 option obligatoire : Sciences industrielles pour l'ingénieur ou Informatique | 2 h   | 1 h    | 1 h   | 0   | 0                 |
| Français - Philosophie                                                         | 2 h   | 2 h    | 0     | 0   | 1 h par trimestre |
| Langue vivante 1                                                               | 2 h   | 2 h    | 0     | 0   | 1 h par quinzaine |
| Langue vivante 2 (facultatif)                                                  | 2 h   | 2 h    | 0     | 0   | 0                 |
| TIPE                                                                           | 2 h   | 0      | 2 h   | 0   | 0                 |
| Total obligatoire                                                              | 31 h  | 21,5 h | 6,5 h | 2 h | 2,17 h            |

À noter : en prépa militaire trois heures de sport par semaine sont obligatoires. Certains établissements exigent une présence obligatoire à un cours d'éducation physique de deux heures par semaine, pouvant être l'objet d'une évaluation.

## Débouchés
À l'issue de l'année de MP, l'élève pourra passer des concours afin d'intégrer une école d'ingénieur ou une École normale supérieure, mais également entrer à l'université en troisième année de licence (de mathématiques ou de physique) ou refaire une seconde année de MP.
Les principaux concours proposés sont : X, ENS, Mines-Ponts, Centrale-Supélec, CCP et E3A.
Un élève de MP pourra envisager principalement de devenir ingénieur, enseignant, chercheur ou statisticien. Cependant, les écoles les plus prestigieuses, telle l'X, voient un certain nombre de leurs élèves devenir chefs d'entreprise.

## Statistiques
On trouve au sein du territoire français quelque 190 classes de MP et plus de 7 000 élèves inscrits dans cette filière. En effet, 7 114 élèves de MP étaient inscrits pour les écrits de CCP en 2011 et 6 786 étaient présents. 1 432 d'entre eux provenaient d'une classe étoilée, soit 20,1 % des élèves.